# 一次関数

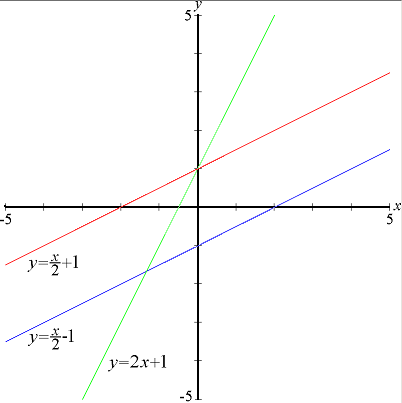
いくつかの直線の式：赤（●）と青（●）は傾きが等しく、赤（●）と緑（●）は同じ y-切片を持つ。

数学、特に初等解析学における（狭義の）一次関数（いちじかんすう、英: linear function）は、（一変数の）一次多項式関数（first-degree polynomial function）、つまり次数 1 の多項式が定める関数
{\displaystyle x\mapsto ax+b}
をいう（もしくは {\displaystyle y=ax+b} と表記される）。ここで、係数 a (≠ 0), b は x に依存しない定数であり、矢印は各値 x に対して ax + b を対応させる関数であることを意味する。特に解析幾何学において、係数および定義域は実数の範囲で扱われ、その場合一次関数のグラフは平面直線である。
より広義には、係数や定義域として複素数やその他の環を考えたり、多変数の一次多項式関数や、あるいは一次式をベクトル空間や作用を持つ加群の文脈で理解することもある。
一次関数は線型関数（linear function）やアフィン関数（affine function）とも呼ばれ、この場合しばしば定数関数 (a = 0) も含む。ベクトルを変数とする広義の一次関数はアフィン写像と呼ばれ、これはベクトルにベクトルを対応させる写像であるが、ふつう線型写像はその特別な場合 (b = 0) で斉一次関数で与えられる。
以下、解析幾何学における実関数としての一次関数について述べる。

## 定義と簡単な説明
初等解析学において、不定元 x に関する高々一次の多項式 ax + b（a, b は実定数）に対し、x を実変数とみて得られる写像
{\displaystyle f_{a,b}\colon \mathbb {R} \to \mathbb {R} ;\ x\mapsto f_{a,b}(x)=ax+b}
を一次関数と呼ぶ（見かけ上一次なだけでなく実際に「一次」であることを要請する場合は「a ≠ 0」とする）。定数関数となる a = 0 を含める場合は、これを「退化」しているといい、そうでない場合を非退化という。
解析幾何学において、デカルト座標が与えられたxy-平面 R2 上に、一次関数 f(x) = ax + b のグラフ
{\displaystyle \{(x,y)\in \mathbb {R} ^{2}\mid y=f(x)\}}
は直線を描くため、一次関数は「直線の式」（あるいは単に「直線」）としても知られ、言葉の濫用で（一次函数それ自身とそのグラフとをとくに区別することなく扱って）直線 y = ax + b などともいう。

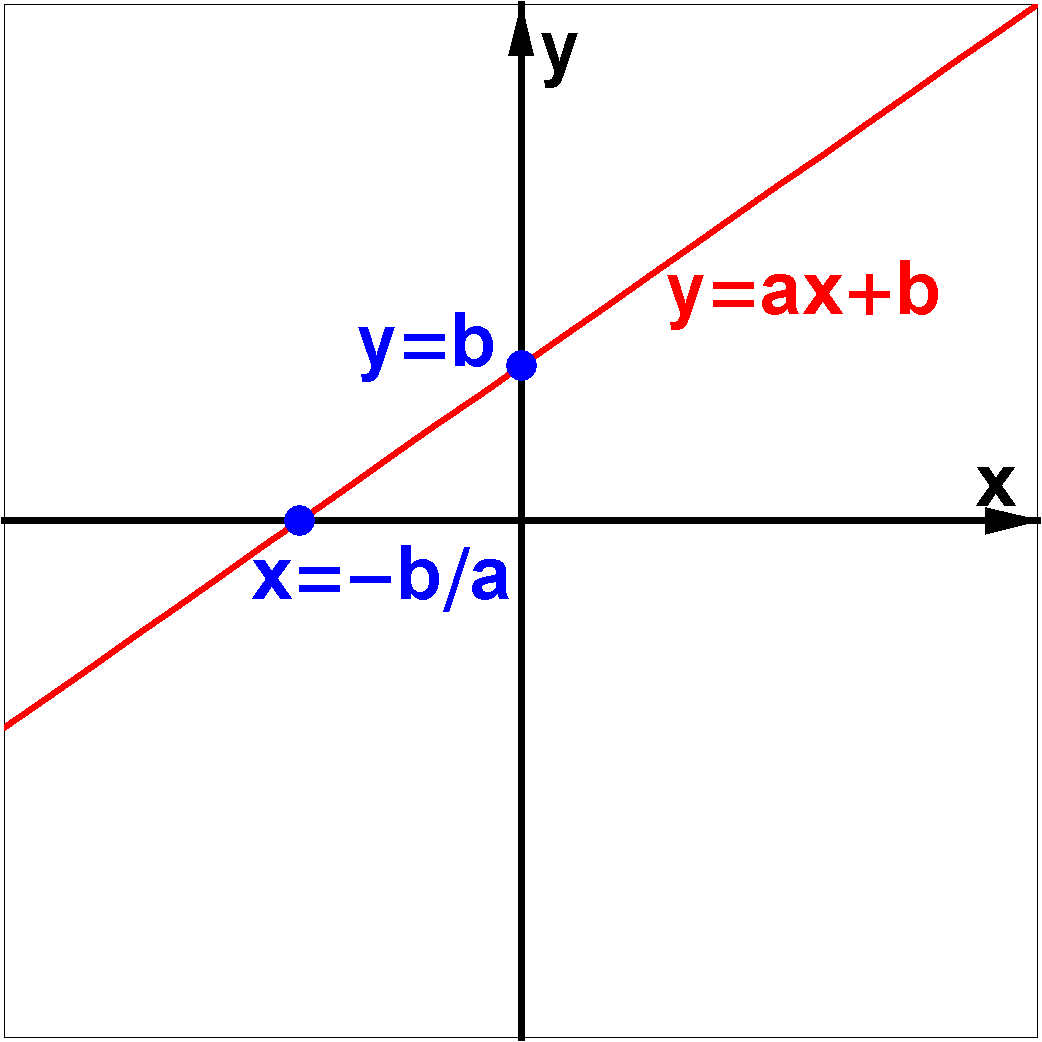
各軸における切片

一次式 ax + b を特徴付けるふたつの定数について、a が増減すると対応する直線の「傾き」が急になったり緩やかになったりするので、a はこの直線の傾きと呼ばれる。また b は対応する直線と y-軸との交点の座標であり y-切片 (y-intercept) あるいは単に切片と呼ばれる。また、aは変化の割合（変化率）とも呼ばれ、変化の割合はyの増加量/xの増加量で求められる。
- 傾き a が正の場合はグラフは右上がりになり、負の場合は右下がりになる。いずれの場合も、a の絶対値が大きくなるほど傾きが「急」になる。
- y-切片 b が増減すると対応する直線は座標平面を上下に平行移動する。

x-切片（直線と x-軸の交点）は ax + b の零点 x = −b/a であたえられる。
一次関数 f が非退化 (a ≠ 0) ならば、非有界、非周期的、かつ単調増大 (a > 0) または単調減少 (a < 0) である。さらに単射かつ全射、従って一対一対応ゆえに可逆（であって、逆関数もまた非退化な一次関数）である。これと対照に、定数関数に退化している (a = 0) ならば、有界、周期的、かつ偶関数であり、非増大かつ非減少の意味では単調であるが、単射でも全射でもなく（したがって一対一対応にならず）逆函数を持たない。退化・非退化の場合によらず b = 0 のとき一次関数は奇関数であり、偶かつ奇となるのは定数関数 x ↦ 0 に限る。

x-軸に垂直な直線は一次関数ではない

x-軸に平行な直線は定数関数

## 平面直線の式として

### 傾き・切片標準形
一次関数の表す直線の式 y = ax + b は、傾きと y-切片を与えることによって一意的に決定される「傾き・切片（標準）形」(slope-intercept form) であり、座標平面上で直線を表す式としては他に「点・傾き（標準）形」(point-slope form) である
{\displaystyle y-y_{0}=a(x-x_{0})}
（点 (x0, y0) を通る、ただ一つの傾き a の直線）や「一般形」(general form)
{\displaystyle Ax+By+C=0}
（これ自体は二変数の一次方程式である）が挙げられる。詳細は平面における直線の標準形も参照。
一般形は平面上のあらゆる直線を表すだけの能力を持ち、これには x-軸に垂直（y-軸に平行）な直線 x = c なども含まれるが、この種の直線の傾きは定まらないため傾きを明示的に利用する標準形では表せないし、一次関数どころか関数でさえない。また、x-軸に平行な傾き 0 の直線は、定数関数に対応しているのであり、一次関数 y = ax + b の定義に a ≠ 0 を仮定するならば、これも一次関数では表せないことになる。

### 二点標準形

傾きは任意の二点間での各成分の増分の比

一次関数の傾きは通る二点が分かれば一意的に決定できるので、一次関数はそれが通る二点が決まればただひとつに決まる。一次関数 f(x) = ax + b が二点 (x1, y1), (x2, y2) を通るとき、y の増分/x の増分 =Δy/Δx は点の取り方に依らず一定で、傾きに等しく
{\displaystyle a={\frac {\Delta y}{\Delta x}}={\frac {y_{2}-y_{1}}{x_{2}-x_{1}}}}
が成り立つ。この直線は点 (x1, y1) を通る（あるいは点 (x2, y2) を通る）のだから点・傾き標準形と合わせて考えれば、二点標準形が得られ、この一次関数は
{\displaystyle f(x)={\frac {y_{2}-y_{1}}{x_{2}-x_{1}}}(x-x_{1})+y_{1}={\frac {y_{2}-y_{1}}{x_{2}-x_{1}}}(x-x_{2})+y_{2}}
と書くことができる。

### 直線の成す角の正接と傾き

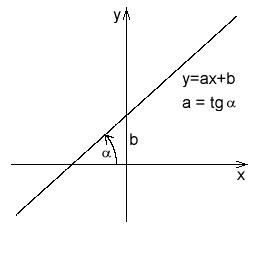
傾きは直線が x-軸の正の向き（始線）と成す角の正接に等しい。

直線 y = ax + b が x-軸の正の向きと成す角（方向角）が α であるとすると、この直線の傾きは正接関数を用いて
{\displaystyle a=\tan(\alpha )}
と書くことができる。この意味で、傾き a は直線の方向を決める方向ベクトルを与えている。さらに別の直線 y = cx + d が x-軸の正の向きと成す角が γ であるとすれば、この二つの直線の成す角 θ ≔ |α − γ| は
{\displaystyle \tan(\theta )=\tan(\alpha -\gamma )={\frac {\tan(\alpha )-\tan(\gamma )}{1+\tan(\alpha )\tan(\gamma )}}={\frac {a-c}{1+ac}}}
から求まる。とくに角 |α − γ| が直角 π/2 であるとき、この式は
{\displaystyle \tan(\alpha )\tan(\alpha \pm {\frac {\pi }{2}})=-1}
の形に書けるから、一次関数が表す直線の直交条件を「傾きの積が −1 に等しい」と述べることもできる。

## 解析学
一次函数は（任意の多項式函数がそうであるように）連続かつ微分可能（とくになめらか）である。一次関数 f(x) = ax + b の導関数は
{\displaystyle f'(x)=a}
という定数関数で、それより高階の導函数は常に 0 となる。特に傾き a が a = f′(0) として求められる。b = f(0) であるから、この一次関数を
{\displaystyle f(x)={\frac {f'(0)x}{1!}}+{\frac {f(0)}{0!}}}
の形に書けば、これは一次関数のテイラー展開に他ならない。また展開の中心を x = x0 に変更すれば
{\displaystyle f(x)=f'(x_{0})(x-x_{0})+f(x_{0})}
となるが、これは上で通る二点 (x1, y1), (x2, y2) から定まる式として述べたものの、一方を他方に近づけた極限に等しい。あるいはこれは一次函数に関する平均値の定理を述べたものと看做すこともできる。
また f の原始関数の一つは
{\displaystyle F(x):={\frac {ax^{2}}{2}}+bx}
で与えられる。

## 一次関数の演算
係数は適当な体、あるいは整域 K にとるものとする。ふたつの一次関数 f(x) = ax + b, g(x) = cx + d に対して、それらの和 f + g を点ごとの値の和
{\displaystyle (f+g)(x):=f(x)+g(x)\ (=(a+c)x+(b+d))}
によって定めると、これは再び一次関数を与える。一次関数の全体は可換群を成すことを確かめるのは容易である。また、定数倍 λf を
{\displaystyle (\lambda f)(x):=\lambda (f(x))\ (=\lambda ax+\lambda b)}
で与えれば、一次関数の全体が 1 と x の張る二次元のベクトル空間となることがわかる。一方、点ごとの積
{\displaystyle (f\cdot g)(x):=f(x)g(x)\ (=acx^{2}+(ad+bc)x+bd)}
は（f か g の何れかが定数関数でないかぎり）もはや一次関数ではないが、合成
{\displaystyle (f\circ g)(x):=f(g(x))\ (=acx+(ad+b))}
は再び一次関数である。とくに a ≠ 0 ならば一次関数 f−1(x) = x/a − b/a は f の逆函数になる。

## 一般化
多変数の一次多項式が定める関数
{\displaystyle f\colon \mathbb {R} ^{n}\to \mathbb {R} ;\ (x_{1},\cdots ,x_{n})\mapsto a_{1}x_{1}+\cdots +a_{n}x_{n}+b}
も一次関数という。b = 0 のときは斉一次函数あるいは一次形式 (linear form) という。この関数のグラフ
{\displaystyle \{(x_{1},\cdots ,x_{n},y)\in \mathbb {R} ^{n+1}\mid y=f(x_{1},\cdots ,x_{n})\}}
は、(n + 1)-次元ユークリッド空間 Rn+1 において超平面（余次元 1 のアフィン部分空間）を描く。このような関数に対しても、上に述べたことは（平面における各概念の高次元における適当な対応物を考えることにより）ほとんどそのままの形で通用する。
より一般に、n 次元ベクトル空間 Vn から m 次元ベクトル空間 Vm への一次関数を考えることもできる。x を n-次元ベクトル値の変数、b を m-次元の定ベクトル、A を m-行 n-列の行列とするとき、
{\displaystyle V^{n}\to V^{m};\ x\mapsto Ax+b}
をアフィン写像という。特に、b = 0 のときかつそのときに限り、和とスカラー倍を保つ線型写像となる。
実数全体の成す体 R を任意の可換環 K で置き換えて
{\displaystyle R^{n}\to R;\ (x_{1},\cdots ,x_{n})\mapsto a_{1}x_{1}+\cdots +a_{n}x_{n}+b\quad (a_{i},b\in R)}
を考えることもできるし、行列環 Mn やその部分環、あるいは一般線型群 GLn やその部分群を、一般の環 R や群 G で置き換え、ベクトル空間 V をそれらの環や群が作用する加群 M で置き換えれば、
{\displaystyle M\to M;\ x\mapsto Ax+b\quad (A\in R,b\in M)}
のようなものを考えることもできる。このようなものはアフィン群あるいは俗に ax + b 群と呼ばれ、この群の上の調和解析は、ウェーブレット解析として知られる。